# Lunin mrk junija 2020
| Polsenčni lunin mrk 5. junij 2020                                 | Polsenčni lunin mrk 5. junij 2020 |
| ----------------------------------------------------------------- | --------------------------------- |
| Pogled iz Johannesburga 19:18 UTC                                 |                                   |
| Luna prečka skozi Zemljino južno polsenco od zahoda proti vzhodu. |                                   |
| Saros (in član)                                                   | 111 (67 od 71)                    |
| Trajanje (hr:mn:sc)                                               |                                   |
| Polsenčni                                                         | 3:18:13                           |
| Stiki                                                             |                                   |
| P1                                                                | 17:45:50 UTC                      |
| Največji                                                          | 19:25:02                          |
| P4                                                                | 21:04:03                          |

5. junija 2020 se je zgodil polsenčni lunin mrk.
To je bil drugi lunin mrk v letu 2020, ki je bil viden iz Slovenije. Luna je ob začetku polsenčne faze šele vzhajala. Žal popolna senca ni bila vidna, zato ta mrk ni bil tako spektakularen kot recimo tisti 27. julija 2019. Večino Slovenije so na žalost prekrivali oblaki.

## Vidnost
|                    |
| Zemljevid vidnosti |

## Galerija
- San Jose del Monte, Filipini, 18:51 UTC
- Hefei, Kitajska, 19:25 UTC
- Moskva, Rusija, 19:33 UTC
- Blora Regency, Indonezija, 19:39 UTC
- Logroño, Španija, 19:56 UTC

## Povezani mrki

### Mrki leta 2020
- Polsenčni lunin mrk 10. januarja.
- Polsenčni lunin mrk 5 junija.
- Kolobarjasti sončev mrk 21. junija.
- Polsenčni lunin mrk 5. julija.
- Polsenčni lunin mrk 30. novembra.
- Popolni sončev mrk 14. decembra.

### Serije lunarnega leta
| Lunini mrki 2020-2023 | Lunini mrki 2020-2023 | Lunini mrki 2020-2023 | Lunini mrki 2020-2023 | Lunini mrki 2020-2023 | Lunini mrki 2020-2023 | Lunini mrki 2020-2023 | Lunini mrki 2020-2023 | Lunini mrki 2020-2023 |
| --------------------- | --------------------- | --------------------- | --------------------- | --------------------- | --------------------- | --------------------- | --------------------- | --------------------- |
| Padni vozel           | Padni vozel           | Padni vozel           | Padni vozel           |                       | Dvižni vozel          | Dvižni vozel          | Dvižni vozel          | Dvižni vozel          |
| Saros                 | Datum                 | Prikaz                | Gama                  | Saros                 | Datum                 | Prikaz                | Gama                  |                       |
| 111                   | 5. jun 2020           | Polsenčni             | 1,24063               | 116                   | 30. nov 2020          | Polsenčni             | -1,13094              |                       |
| 121                   | 26. maj 2021          | Popolni               | 0,47741               | 126                   | 19. nov 2021          | Delni                 | -0,45525              |                       |
| 131                   | 16. maj 2022          | Popolni               | -0,25324              | 136                   | 8. nov 2022           | Popolni               | 0,25703               |                       |
| 141                   | 5. maj 2023           | Polsenčni             | -1,03495              | 146                   | 28. okt 2023          | Delni                 | 0,94716               |                       |
|                       |                       |                       |                       |                       |                       |                       |                       |                       |
| Zadnja serija         | 10. jan 2020          | 10. jan 2020          | 10. jan 2020          | Zadnja serija         | 5. jul 2020           | 5. jul 2020           | 5. jul 2020           |                       |
|                       |                       |                       |                       |                       |                       |                       |                       |                       |
| Naslednja serija      | 18. sep 2024          | 18. sep 2024          | 18. sep 2024          | Naslednja serija      | 25. mar 2024          | 25. mar 2024          | 25. mar 2024          |                       |

### Saroške serije
Mrk je del 111. saroškega cikla.

### Polovični saroški cikel
Pred in po luninem mrku se bosta zgodila tudi dva sončeva mrka, ki bosta od tega mrka oddaljena natanko 9 let in 5,5 dni (polovični saroški cikel). Ta lunin mrk je povezan z dvema delnima sončevima mrkoma 118. sončevega sarosa.
| 1. junij 2011 | 12. junij 2029 |
| ------------- | -------------- |
|               |                |